# 大倉 (新潟市)
大倉（おおくら）は、新潟県新潟市南区の町字。郵便番号は950-1252。

## 概要
1889年（明治22年）から現在の大字。信濃川支流中ノ口川左岸に位置する。もとは1879年（明治12年）から1889年（明治22年）まであった大倉村の区域の一部。

### 隣接する町字
北から東回り順に、以下の町字と隣接する。
- 居宿
- 山王

※中ノ口川を挟んで山崎興野、下山崎と隣接。

## 歴史
1879年（明治12年）に天麟村から分村して成立。もとの大倉興野村にあたる。
大倉興野村（おおくらごうやむら）
江戸時代から1877年（明治10年）まであった村名。（慶長17年）に新発田藩から新村立許可を得て、（慶長18年）から開発に着手された新田村。
1877年（明治10年）に天麟村の一部となるが、1879年（明治12年）に再び独立して大倉村に改称した。

### 年表
- 1889年（明治22年）4月1日 : 合併により七穂村の大字となる。
- 1901年（明治34年）11月1日 : 合併により味方村の大字となる。
- 2005年（平成17年）3月21日 : 合併により新潟市の大字となる。
- 2007年（平成19年）4月1日 : 新潟市の政令指定都市移行により、南区の大字となる。

## 世帯数と人口
2018年（平成30年）1月31日現在の世帯数と人口は以下の通りである。
| 大字 | 世帯数 | 人口  |
| ---- | ------ | ----- |
| 大倉 | 61世帯 | 202人 |

## 小・中学校の学区
市立小・中学校に通う場合、学区は以下の通りとなる。
| 番地 | 小学校             | 中学校             |
| ---- | ------------------ | ------------------ |
| 全域 | 新潟市立味方小学校 | 新潟市立味方中学校 |

## 交通

### 道路
- 新潟県道325号黒埼新飯田線